# Andromeda (série télévisée)
Pour les articles homonymes, voir Andromeda.
 (novembre 2018).
Si vous disposez d'ouvrages ou d'articles de référence ou si vous connaissez des sites web de qualité traitant du thème abordé ici, merci de compléter l'article en donnant les références utiles à sa vérifiabilité et en les liant à la section « Notes et références ».
Andromeda (Gene Roddenberry's Andromeda) est une série télévisée américano-canadienne de science fiction en 110 épisodes de 45 minutes, développée par Robert Hewitt Wolfe d'après l'univers de Gene Roddenberry, et diffusée entre le 2 octobre 2000 et le 17 mai 2004 en syndication puis du 24 septembre 2004 au 6 mai 2005 (la cinquième saison) sur Sci-Fi Channel aux États-Unis, et simultanément sur le réseau Global au Canada.
Au Québec, la série a été diffusée à partir du 31 août 2001 sur Ztélé, et en France à partir du 22 septembre 2001 sur Série Club, puis rediffusée sur TPS Star, NRJ Paris et NRJ 12, en Suisse sur Rouge TV.

## Synopsis
À la suite de la signature d'un traité de paix entre l'alliance interplanétaire appelée République Galactique et le peuple Magog, une race de créatures cannibales, les Nietzschéens (un peuple humain eugéniste) s'estiment trahis par la République ; ils se rebellent et l'anéantissent. Un vaisseau de la Garde Suprême, l’Andromeda Ascendant, et son capitaine Dylan Hunt sont happés par un trou noir au début de l'insurrection alors que l'équipage abandonne le vaisseau. En raison de la dilatation temporelle propre aux trous noirs, les siècles de l'espace réel passent en un instant sur l’Andromeda. 
Trois siècles plus tard, le Capitaine Beka Valentine et l'équipage du cargo Eureka Maru retrouvent le vaisseau devenu depuis lors légendaire et tentent de se l'approprier pour le revendre, mais ils se heurtent à la résistance de Dylan Hunt et de l'I.A. du navire, toujours fonctionnelle. Après une brève confrontation, tous décident de s'associer pour restaurer la République Galactique. Mais ce faisant, il rencontrent une entité déterminée à dominer la Galaxie en se servant des Magogs comme esclaves, ce qui rend leur mission de restaurer la République Galactique plus cruciale que jamais…

## Distribution

### Acteurs principaux
- Kevin Sorbo (VF : Jérôme Keen) : Capitaine Dylan Hunt, commandant de l'Andromeda Ascendant
- Lisa Ryder (VF : Gaëlle Savary) : Capitaine « Beka » Valentine, commandant de l'Eureka Maru et timonière intérimaire de l'Andromeda Ascendant
- Laura Bertram (VF : Marianne Leroux) : Trance Gemini, médecin de bord intérimaire de l'Andromeda Ascendant
- Gordon Michael Woolvett (VF : Sébastien Desjours) : Seamus Harper, ingénieur de l'Andromeda Ascendant et de l'Eureka Maru
- Lexa Doig (VF : Catherine Privat) : Andromeda, alias « Rommie », intelligence artificielle de l'Andromeda Ascendant
- Keith Hamilton Cobb (VF : Thierry Mercier) : Tyr Anasazi, officier tactique intérimaire de l'Andromeda Ascendant (saisons 1 à 3, invité saison 4)
- Brent Stait (VF : Yves Beneyton) : Révérend Behemial Far Traveller, alias « Rev » Bem, officier scientifique intérimaire de l'Andromeda Ascendant (saisons 1 et 2, invité saisons 3 et 4)
- Steve Bacic (VF : Denis Laustriat) : Lieutenant-Commandant Gaheris Rhade (Épisode pilote) / Amiral Telemachus Rhade, commandant en second de l'Andromeda Ascendant (récurrent saison 1 à 3, principal saisons 4 et 5)
- Brandy Ledford (VF : Murielle Naigeon) : Doyle, intelligence artificielle intérimaire de l'Andromeda Ascendant (saison 5)

### Invités
introduits lors de la première saison
- John Tench : Gerentex (épisodes 2 & 17)
- Chris Lovick : Hayek (épisode 4)
- Amber Rothwell : Nassan (épisode 4)
- Richard de Klerk : Mapes (épisode 4)
- Paul Johansson : Guderian (épisode 5)
- Dylan Bierk : Freya (épisode 5; Saison 2, épisode 21)
- Marion Eisman : Olma (épisode 5; Saison 2, épisode 21; Saison 3, épisode 21)
- Jo Bates : Capitaine Borotep « Oroto » Yeshgar (épisode 6)
- Cameron Daddo : Rafe Valentine (épisode 7)
- Brian George : Vikram Singh Khalsa (épisode 7)
- Sam Sorbo : Dr Sara Riley (épisode 8; Saison 2, épisode 8)
- Alex Diakun : Höhne (épisode 8; Saison 2, épisodes 9 & 12; Saison 5, épisode 11)
- Eli Gabay (en) : Capitaine Khalid (épisode 8)
- Claudette Mink : Kae-Lee (épisode 9)
- Kimberley Warnat : Jessa (épisode 9)
- Bill Croft : Warden (épisode 9)
- Mikela J. Mikael (VF : Hélène Chanson) : Colonel Yau (épisode 10)
- Malcolm Stewart (en) : Chancelier Chandos (épisode 10)
- Allan Morgan : Président Sebastian Lee (épisode 10)
- John de Lancie : Oncle Sid (épisode 11; Saison 3, épisode 4)
- Ty Olsson : Mick (épisode 11)
- Peter Kelamis (en) : Grask (épisode 11)
- Monika Schnarre (en) : Lieutenant Jill Pearce (épisode 12)
- Douglas O'Keeffe : Capitaine Warrick (épisode 12)
- Nathaniel Deveaux : Capitaine Dutch (épisode 12)
- Linnea Sharples : Yvaine (épisode 13)
- Noel Fisher : Breyon (épisode 13)
- Nels Lennarson : Arjun (épisode 13)
- Ralf Moeller : Jeger (épisode 14)
- Mackenzie Gray (VF : Mathieu Buscatto) : Venetri (épisode 15)
- Kimberly Hawthorne Kim Hawthorne (en) : Avocate (épisode 15)
- Chapelle Jaffe : Amirale de la Flotte Constanza Stark, cheffe d'état-major de la Garde Suprême (épisode 15)
- Matt Smith : HG (épisode 16)
- Kevin Durand : VX1583 (épisode 16), Elysian (Saison 5, épisode 17)
- Mark Holden : Thaddeus Blake (épisode 18)
- David Palffy : Ursari (épisode 18)
- Darrin Klimek : Arun (épisode 18)
- Moya O'Connell : Tiama (épisode 18)
- Garfield Wilson : Szabos (épisode 18)
- Kimberly Huie (en) : Elssbett Mossadim (épisode 19)
- Adrian Hughes : Cuchulain Nez Pierce (épisode 19)
- Jason Diablo : Pogue (épisode 20)
- Michael Shanks (VF : William Coryn) : Gabriel (épisode 20 saison 3, épisode 21)
- Jennie Rebecca Hogan : Shura (épisode 20)
- Rik Kiviaho : Capitaine Perim (épisode 22)
- Gerard Plunkett : Bloodmist (épisode 22)

autres saisons
- James Marsters : Charlemagne Bolivar (saison 2, épisode 9)
- Christopher Judge : Heracles (saison 2, épisode 19)
- Nicholas Lea (VF : Guy Chapellier) : Tri-Lorn (saison 4, épisodes 3, 6, 9 et 11)
- Sebastian Spence (VF : Arnaud Arbessier) : Patrius (saison 4, épisodes 8 et 11)
- Martin Cummins (VF : Maurice Decoster) : Kulis Bara (saison 4, épisode 10)
- Peter DeLuise (VF : Xavier Béja) : Calvino (saison 4, épisode 18)
- Missy Peregrym : Lissett (saison 4, épisode 20)
- Stefanie von Pfetten (VF : Blanche Ravalec) : Nema (saison 4, épisode 20)
- Noah Danby (en) (VF : Mathieu Buscatto) : Rbarton (saison 5, épisode 5)
- Dustin Milligan (VF : Yoann Sover) : Lon (saison 5, épisode 8)
- Kevan Ohtsji (VF : Stéphane Miquel) : Burma Henchman (saison 5, épisodes 19 et 20)
- Ari Cohen (en) (VF : Mathieu Buscatto) : Zayas (saison 5, épisode 19)

 Source et légende : version française (VF) sur RS Doublage

## Générique
L'ouverture de chaque épisode se fait sur une citation tirée de l'univers de la série.

## Univers

### République Galactique
La République Galactique (Systems Commonwealth) était la plus grande civilisation de l'histoire, s'étendant sur trois galaxies et regroupant un million d'espèces. La Garde Suprême constituait sa force militaire. Elle fut trahie et abattue par les Nietzschéens après le Traité d'Antarès avec les Magogs. 

### Vaisseaux
- L'Andromeda Ascendant : Capitaine Dylan Hunt
- L'Eureka Maru : Capitaine Beka Valentine

### Races

#### Humanoïdes
Regroupe tous les humains des 3 galaxies.
- Dylan Hunt, humain à la constitution modifiée par l'héritage génétique de ses parents qui lui donne une force similaire aux nietzschéens.
- Beka Valentine
- Seamus Harper

#### Nietzschéens
Issus de l'imagination de Drago Museveni, les Nietzschéens sont des humanoïdes évolués. Ils ont une force physique importante et 3 pointes d'os sortant de chacun des avant-bras. Leur vie est régie par des principes issus d'une interprétation fantaisiste des textes de Friedrich Nietzsche. Ils sont divisés en clans, comme les Dragokasov, les Sabra, les Jaguar et les Kodiak.
- Tyr Anasazi, mercenaire.
- Amiral Telemachus Rhade

#### Magogs
Ils ont une morphologie proche de celle de la chauve-souris et peuvent cracher de la toxine paralysante. Ils se reproduisent en injectant leur larve dans un corps vivant. À priori ils ont massacré la Terre.
- Rev Bem, prêtre.

#### Androïdes et IAs
- Andromeda, alias "Rommie"
- Doyle
- Gabriel

#### Paradins
Évolution des Védrans. Le père de Dylan Hunt était un Paradin

#### Vedrans
Habitants de Tarn Vedra, disparus au moment de l'intrigue, ils ont laissé énormément de technologies étonnantes.